# 제이슨 그레이스탠퍼드
제이슨 그레이스탠퍼드(영어: Jason Gray-Stanford, 1970년 5월 19일 ~ )는 캐나다의 배우이다. 영화 《에코》에 출연했다.

## 출연 작품
- 미라클 시즌 (2018)
- 파리 게이츠 (2015)
- 레드 스카이 (2014)
- 에코 (2014)
- 더 라스트 베스트 플레이스 (2013)
- 팬텀: 라스트 커맨더 (2013)
- 캐롤린과 잭키 (2012)
- 치퍼 투 킵 헐 (2011)
- 오티스 E. (2010)
- 로스트 인 더 다크 (2007)
- 론리 하츠 (2006)
- 아버지의 깃발 (2006)
- 테이큰 (2002)
- 명탐정 몽크 시즌1 (2002)
- 라스트 웨딩 (2001)
- 뷰티풀 마인드 (2001)
- 미스테리 알라스카 (1999)
- 마이티 콩 (1998)
- 아름다운 탈출 (1998)
- 둠즈데이 락 (1997)
- 제3의 눈 (1995)
- 써로게이트 (1995)
- 컨트롤 게임 (1995)
- 그린 레전드 란 (1992)
- 드래곤 볼 Z (1989)